# Ibitinga
Ibitinga é um município do estado de São Paulo, no Brasil. Sua população foi estimada em 61 150 habitantes, conforme dados do IBGE de 2021. O município é formado pela sede e pelo distrito de Cambaratiba, distante 27 km da sede no sentido Iacanga, às margens da Usina Hidrelétrica de Ibitinga.

## Estância turística
Ibitinga é um dos 29 municípios paulistas considerados estâncias turísticas pelo Estado de São Paulo, por cumprirem determinados pré-requisitos definidos por lei estadual. Tal status garante, a esses municípios, uma verba maior por parte do estado para a promoção do turismo regional. O município também adquire o direito de agregar, junto ao seu nome, o título de "estância turística", expressão pela qual passa a ser designado tanto pelo expediente municipal oficial quanto pelas referências estaduais.

## Toponímia

Do tupi yby (terra), + ting (branco, claro) + o sufixo -a, formando o que na gramática do tupi é conhecido como uma composição atributiva. O -a ao final é o sufixo substantivador, e não faz parte do adjetivo ting.

A origem do nome "Ibitinga" é tupi antiga, significando "terra branca" ou "terra clara" através da composição dos termos yby ("terra"), ting ("branco") e -a (sufixo substantivador).

## História
Até a chegada da cultura do café no oeste da província de São Paulo no século XIX, a região era ocupada pelos caingangues.
Em 1842, aconteceu, em Minas Gerais, a Revolução Liberal, que veio a ser controlada pelas forças do Império do Brasil. Os fatos forçaram muitas famílias mineiras a procurarem novas terras. Esta é uma das teorias para explicar a migração para o interior paulista; outros historiadores acreditam que a decadência da mineração do ouro seja o motivo.
Foi no final desse ano que as famílias mineiras Landim e de Pedro Alves de Oliveira (Velho Amaro) chegaram à região de "Campos de Araraquara", de onde "os Amaro" partiram para o norte e fundaram a cidade de Boa Vista das Pedras, mais tarde conhecida como Itápolis.
"Os Landim" rumaram para o sul e se estabeleceram na cachoeira de Wamicanga, povoado que foi quase dizimado pela febre palustre e por ataques indígenas. Partiram então em direção ao nordeste até chegarem na confluência dos córregos Saltinho e São Joaquim, terra que foi dividida entre o clã, para que fosse melhor cultivada.
A Miguel Landim, coube a região entre o Córrego São Joaquim e o Córrego Água Quente, onde foi formado o povoado da "Capela da Água Quente" (ou "Vila do Senhor Bom Jesus de Ibitinga"), sendo que o ano provável da fundação é 1860.
No dia 3 de outubro de 1870, Miguel Landim e sua esposa Ana Custódio de Jesus doaram, à Mitra Diocesana, o patrimônio onde se formou a Vila de Ibitinga.
Em 1885, por Lei provincial de número 105, Ibitinga foi elevada à categoria de distrito de paz e, em 4 de julho de 1890, por força da Lei de número 66, assinada pelo então governador Prudente de Moraes Barros, teve a sua emancipação político-administrativa.
Em 1987, o município tornou-se área de proteção ambiental.
Em 1992, de acordo com a Lei nº 8.199, o município foi elevado ao título de  estância turística.
Em 2019, Ibitinga foi a primeira cidade da microrregião a alterar seu Código de Endereçamento Postal geral 14940-000 para os de logradouros recebendo as faixas de 14940-001 até 14949-999. Essa nova codificação facilita a localização de endereços, beneficiando moradores e empresas que prestam serviços na cidade.

## Geografia
Localiza-se a uma latitude 21º45'28" sul e a uma longitude 48º49'44" oeste, estando a uma altitude de 491 metros. Possui uma área de 689,391 km²
Ibitinga está à 358 quilômetros de distância de São Paulo, localizada no centro geográfico do estado de São Paulo: o Vale do Médio Tietê.

### Clima
Segundo dados do Instituto Nacional de Meteorologia (INMET), a temperatura mínima registrada em Ibitinga foi de 1,5 ºC, ocorrida no dia 28 de junho de 2011, enquanto que a máxima foi de 38,6 ºC, observada em 8 de dezembro de 2012. No dia 30 de setembro de 2020 foi registrada nova temperatura máxima absoluta de 41,7 ºC. O maior acumulado de chuva registrado na cidade em 24 horas foi de 204,0 mm, no dia 9 de janeiro de 1988. O menor índice de umidade relativa do ar foi de 9%, em 28 de outubro de 2014, o menor do Brasil naquele dia.

### Hidrografia
- Rio Jacaré Pepira
- Rio Jacaré Guaçu
- Rio São João
- Rio São Joaquim
- Rio São Lourenço
- Rio Tietê
- Ribeirão dos Porcos

### Rodovias

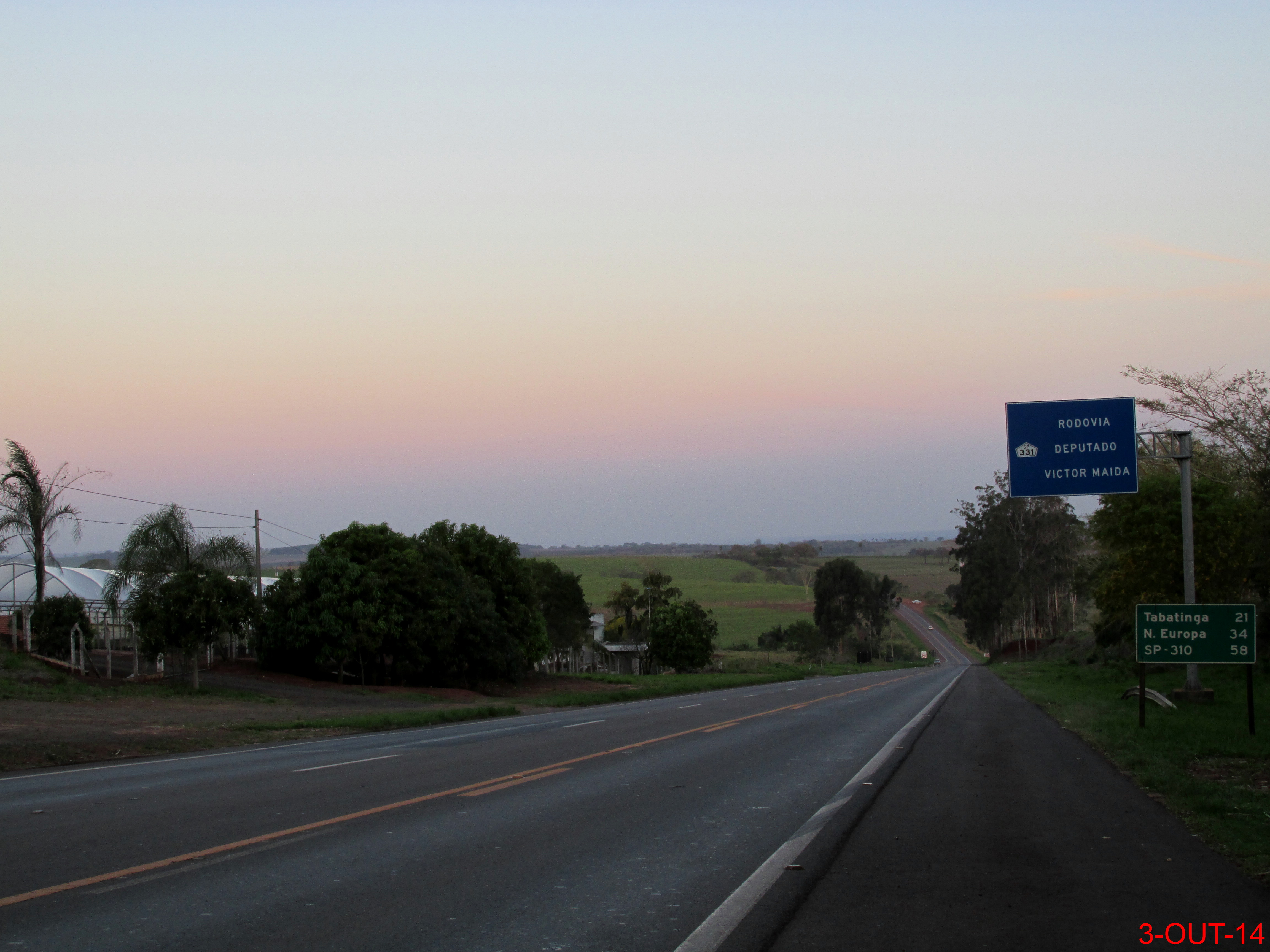
Trecho da SP-331 em Ibitinga.

- SP-304
- SP-317
- SP-331
- SP-321

## Política e administração
- Prefeito: Cristina Maria Kalil Arantes (2021/2024)
- Vice-prefeito: Frauzo Ruiz Sanches (2021/2024)
- Presidente da câmara: Daniela Branco de Rosa (2021/2022)

## Economia
Ibitinga é considerada a Capital Nacional do Bordado, produto base de toda a economia do município. Sua indústria é quase que totalmente voltada a essa área da indústria têxtil. O turismo comercial é uma das principais fontes de renda de Ibitinga, juntamente com as exportações do seu principal produto e a agropecuária, onde se destacam as culturas de laranja e cana-de-açúcar.

## Infraestrutura

### Comunicações
O sistema de telefones automáticos foi inaugurado na cidade em 1973 pela Telecomunicações de São Paulo (TELESP), que também implantou o sistema de discagem direta à distância (DDD) em 1978 com o código de área (0162). Anteriormente a cidade era atendida pela Companhia Telefônica Brasileira (CTB).
Na década de 90 o código DDD da cidade foi alterado para (016), para padronização do sistema telefônico com a telefonia celular que estava sendo implantada em todo o estado.

### Transportes
- Aeroporto asfaltado

## Cultura e lazer
A cidade dispõe de uma boa infraestrutura e serviços turísticos, entre eles a Festa do Padroeiro Senhor Bom Jesus, que é realizada anualmente no mês de agosto.
O Corpus Christi em Ibitinga é celebrado de forma diferente. Os fiéis da cidade preparam tapetes feitos de tecidos bordados. Eles são colocados no espaço de 10 quarteirões na região da Igreja Matriz, por onde passa a procissão.
O evento é realizado há mais de 35 anos na cidade e em média 50 mil pessoas prestigiam a festa a cada ano. Todos os anos, a população doa produtos, como roupas de cama, mesa e banho, que são bordados pelas bordadeiras da cidade. Além disso, muitos voluntários ajudam na montagem dos tapetes.
Há, também, a encenação ao vivo das "15 Estações da Via Sacra", com coreografia e cenários próprios da época. Os atores seguem fielmente o texto bíblico, para incrementar o turismo na cidade de Ibitinga. A apresentação oficial é realizada na semana da Páscoa, sendo considerado um dos principais espetáculos do gênero.
O Museu Duilio Galli é outro lugar para se visitar na cidade. Neste local, é possível observar cerca de 128 obras, como: pinturas a óleo, gravuras, desenhos, serigrafias e esculturas acadêmicas, impressionistas e primitivas (essas obras são dos artistas: Tarsila do Amaral, Alfredo Volpi, Vinicius Pradella e Aldemir Martins).
Os recursos naturais são abundantes, com área de rara beleza, sendo banhada pelos rios Tietê, Jacaré-Pepira, Jacaré-Guaçu, São Lourenço, São João e Ribeirão dos Porcos. Assim, o município se destaca também em seu sistema fluvial.
O Rio Tietê conserva suas águas despoluídas e abriga a Usina Hidrelétrica de Ibitinga, que, através do canal da eclusa, integra a importante Hidrovia Tietê-Paraná. O Gasoduto Bolívia-Brasil também passa por aqui. O rio Jacaré-Pepira detém o título de rio mais limpo e preservado do Estado. Nele, está localizado o Pantaninho – reserva pantanosa com similaridade ímpar, tanto na fauna quanto na flora, ao Pantanal Mato-grossense.
Outras atrações de Ibitinga são: a prática dos voos panorâmicos de trike sobre o Pantanal Paulista, Eclusa e Encontro das Águas, e o passeio aéreo no Aeroclube de Ibitinga.

### Esportes
Ibitinga tem vários destaques no esporte, como o Esporte Clube Rio Branco, que foi campeão paulista da série A3 de 1970, e o time de futsal da cidade, que foi campeão da Copa TV Modelo de Futsal (atual TV TEM Bauru) em 2001 e da Copa Record de Futsal Masculino Série Prata de 2011 organizada pela TV Record Paulista. Individualmente, Ibitinga tem, como destaques: os irmãos futebolistas Inácio Piá e Joelson José Inácio, atualmente no futebol italiano; Léia Silva, uma das líberos da seleção brasileira de voleibol feminino, que disputou as Olimpíadas do Rio 2016; e o alpinista Rodrigo Raineri, conhecido como o único brasileiro a escalar três vezes, com sucesso, a mesma face do monte Everest, e a temível Face Sul do Monte Aconcágua, uma das mais difíceis do mundo. 

## Turismo
Ibitinga é considerada a "Capital Nacional do Bordado", e atrai milhares de visitantes para suas diversas lojas. Muitos vão até a cidade para comprar artigos de cama, mesa e banho. A indústria e o comércio de bordados são os grandes responsáveis pelo desenvolvimento econômico local nos últimos anos.

## Pessoas ilustres
- Cézar Mutante, lutador de MMA
- Léia Silva, jogadora de vôlei
- Rodrigo Raineri, alpinista
- Inácio Piá, futebolista
- Joelson José Inácio, futebolista

## Religião
O Cristianismo se faz presente na cidade da seguinte forma:

### Igreja Católica
O município pertence à Diocese de Jaú.

### Igrejas Evangélicas
- Assembleia de Deus Ministério do Belém.[19][20]
- Congregação Cristã no Brasil.[21]